# Chráněný areál
Chráněný areál (zkratka CHA) je kategorie chráněných území na Slovensku. Je to lokalita zpravidla s výměrou do 1000 ha, na níž jsou biotopy evropského významu nebo stanoviště národního významu nebo která je biotopem druhu evropského významu nebo biotopem druhu národního významu a kde příznivý stav těchto stanovišť záleží na obhospodařování člověkem.